# Tityus tucurui
Espèce
Tityus tucurui est une espèce de scorpions de la famille des Buthidae.

## Distribution
Cette espèce est endémique du Pará au Brésil. Elle se rencontre vers Tucuruí.

## Étymologie
Son nom d'espèce lui a été donné en référence au lieu de sa découverte, Tucuruí.

## Publication originale
- Lourenço, 1988 : « Sinopse da fauna escorpionica do Estado do Para, especialmente as regioes de Carajas, Tucurui, Belem e Trombetas. » Boletim do Museu Paraense Emilio Goeldi Serie Zoologia, vol. 4, no 2, p. 155-173.